# محمد الفاضل محفوظ
محمد الفاضل محفوظ ولد في 21 ديسمبر 1965 في قفصة، هو محامي وسياسي تونسي، كان عميد الهيئة الوطنية للمحامين بتونس بين 2013 و2016 التي تحصلت في عهده على جائزة نوبل للسلام في 2015 في إطار الرباعي الراعي للحوار الوطني.

## السيرة الذاتية

### الدراسات
محمد الفاضل محفوظ متحصل على الأستاذية في الحقوق من جامعة بيكاردي في 1989، ثم تحصل على شهادة الكفاءة لمهنة المحاماة في دورة 1990.

### المسار المهني والمجتمعي
يعمل محمد الفاضل محفوظ كمحامي منذ سنة 1991، وهو مرسم بجدول المحامين لدى محكمة التعقيب منذ 2001. عمل كأستاذ بالمعهد الأعلى للمحاماة بتونس بين 2006 و2007. 

انتخب عضوا لمجلس الفرع الجهوي للمحامين بصفاقس لدورتين بين 1998 و2004، وكان كاتب عام هذا المجلس بين 2007 و2010، ورئيسه بين 2010 و2013. 

انتخب عضوا في الهيئة العليا المستقلة للانتخابات مكلفا بالتونسيين في الخارج فانتخابات المجلس الوطني التأسيسي التونسي 2011. 

انتخب في 24 يونيو 2013 ليصبح عميد الهيئة الوطنية للمحامين بتونس، وانتهت فترته في 11 يوليو 2016، وكانت الهيئة أحد مكونات الرباعي الراعي للحوار الوطني الذي تحصل على جائزة نوبل للسلام في 2015 لدوره في الوساطة بين الحكومة والمعارضة لتجاوز الأزمة السياسية القائمة في البلاد.

### المسار السياسي
انضم في 15 أكتوبر 2016 لحركة مشروع تونس وأصبح عضو المكتب التنفيذي لهذا الحزب. 

عين في 14 نوفمبر 2018 في منصب وزير لدى رئيس الحكومة التونسية مكلف بالعلاقة مع الهيئات الدستورية والمجتمع المدني وحقوق الإنسان في حكومة يوسف الشاهد.

## الأوسمة والتشريفات
- الصنف الأول من وسام الجمهورية (تونس، 2015).
- قائد وسام جوقة الشرف (فرنسا، 2015).
- الدكتوراه الفخرية من جامعة باريس دوفين (2017).
- جائزة نوبل للسلام لسنة 2015 ضمن الرباعي الراعي للحوار الوطني.
- تكريم من مجلس نواب الشعب التونسي واتحاد المحامين العرب والاتحاد الدولي للمحامين.